# Americano (cocktail)
Americano este un cocktail din două aperitive: Campari și vermut, combinat cu cuburi de gheață.